# 竹内脩
竹内 脩（たけうち おさむ、1949年（昭和24年)2月19日 - ）は、日本の政治家、地方公務員。大阪府枚方市長（2期）、大阪府教育長を歴任。旭日小綬章受章。

## 経歴
大阪府茨木市生まれ。9歳の時に枚方市牧野に転居しそこで育つ。1961年、枚方市立殿山第二小学校卒業。1964年、枚方市立第三中学校卒業。1967年、大阪府立四條畷高等学校卒業。1972年、京都大学法学部卒業。同年大阪府庁に入る。生活文化部私学課長、総務部副理事兼財政課長、大阪府教育委員会理事兼教育次長、大阪府教育長、大阪府府中小企業信用保証協会理事長を歴任する。
2007年枚方市長選挙に立候補し、当選。2011年に再選。市長を2期務め、2015年に落選した。2019年秋の叙勲で旭日小綬章を受章。